# Seznam pokémonů 8. generace
Toto je seznam pokémonů 8. generace, tedy pokémonů od čísla 810 do čísla 898. První pokémon je Grookey a poslední je Calyrex. Oblast je nazývána Galar. Poprvé byli tito pokémoni představeni roku 2019 ve videohře Pokémon Sword & Shield.

## Seznam
810	Grookey (startovní pokémon)
811 Thwackey
812 Rillaboom
813 Scorbunny (startovní pokémon)
814 Raboot
815 Cinderace
816 Sobble (startovní pokémon)
817 Drizzile
818 Inteleon
819 Skwovet
820 Greedent
821 Rookidee
822 Corvisquire
823 Corviknight
824 Blipbug
825 Dottler
826 Orbeetle
827 Nickit
828 Thievul
829 Gossifleur
830 Eldegoss
831 Wooloo
832 Dubwool
833 Chewtle
834 Drednaw
835 Yamper
836 Boltund
837 Rolycoly
838 Carkol
839 Coalossal
840 Applin
841 Flapple
842 Appletun
843 Silicobra
844 Sandaconda
845 Cramorant
846 Arrokuda
847 Barraskweda
848 Toxel (dětský pokémon)
849 Toxtricity
850 Sizzlipede
851 Centiskorch
852 Clobbopus
853 Grapploct
854 Sinistea
855 Polteaggist
856 Hatenna
857 Hattrem
858 Hatterene
859 Impidimp
860 Morgrem
861 Grimmsnarl
862 Obstagoon
863 Perrserker
864 Cursola
865 Sirfech'd
865 Mr. Rime
867 Runegius
868 Milcery
869 Alcremie
870 Falinks
871 Pincurchin
872 Snom
873 Fosmoth
874 Stonjouner
875 Eisecue
876 Indeedee
877 Morpeko
878 Cufant
879 Copperajah
880 Dracozolt (zkaměnělý pokémon)
881 Arctozolt (zkaměnělý pokémon)
882 Dracovish (zkaměnělý pokémon)
883 Arctovish (zkaměnělý pokémon)
884 Duraludon
885 Dreepy
886 Drakloak
887 Dragapult
888 Zacian (legendární pokémon)
889 Zamazenta (legendární pokémon)
890 Eternatus (legendární pokémon)
891 Kubfu (legendární pokémon)
892 Urshifu (legendární pokémon)
893 Zarude (mytický pokémon)
894 Regieleki (legendární pokémon)
895 Regidrago (legendární pokémon)
896 Glastrier (legendární pokémon)
897 Spectrier (legendární pokémon)
898 Calyrex (legendární pokémon)